# Newel

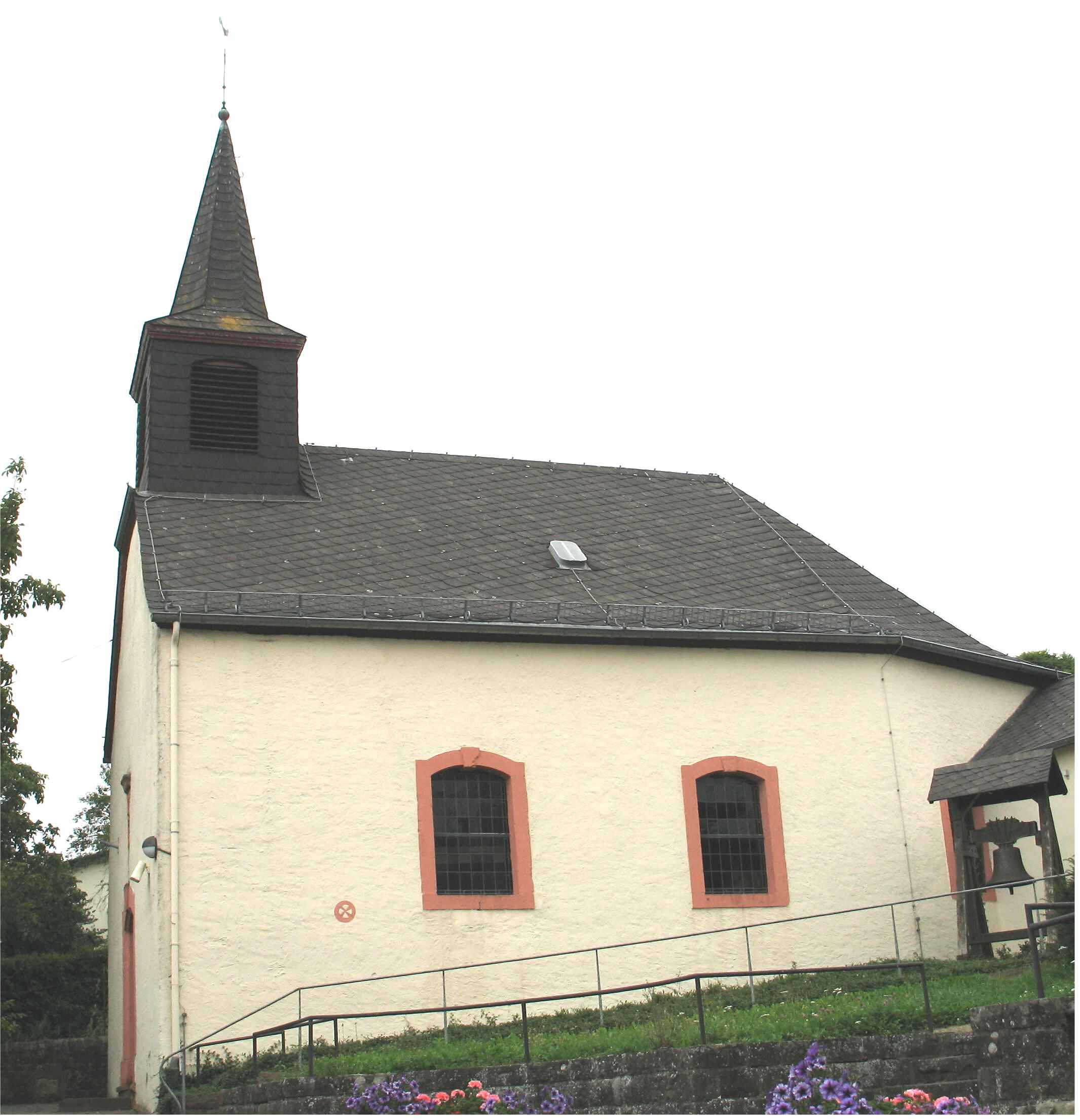
Kapelle von Newel

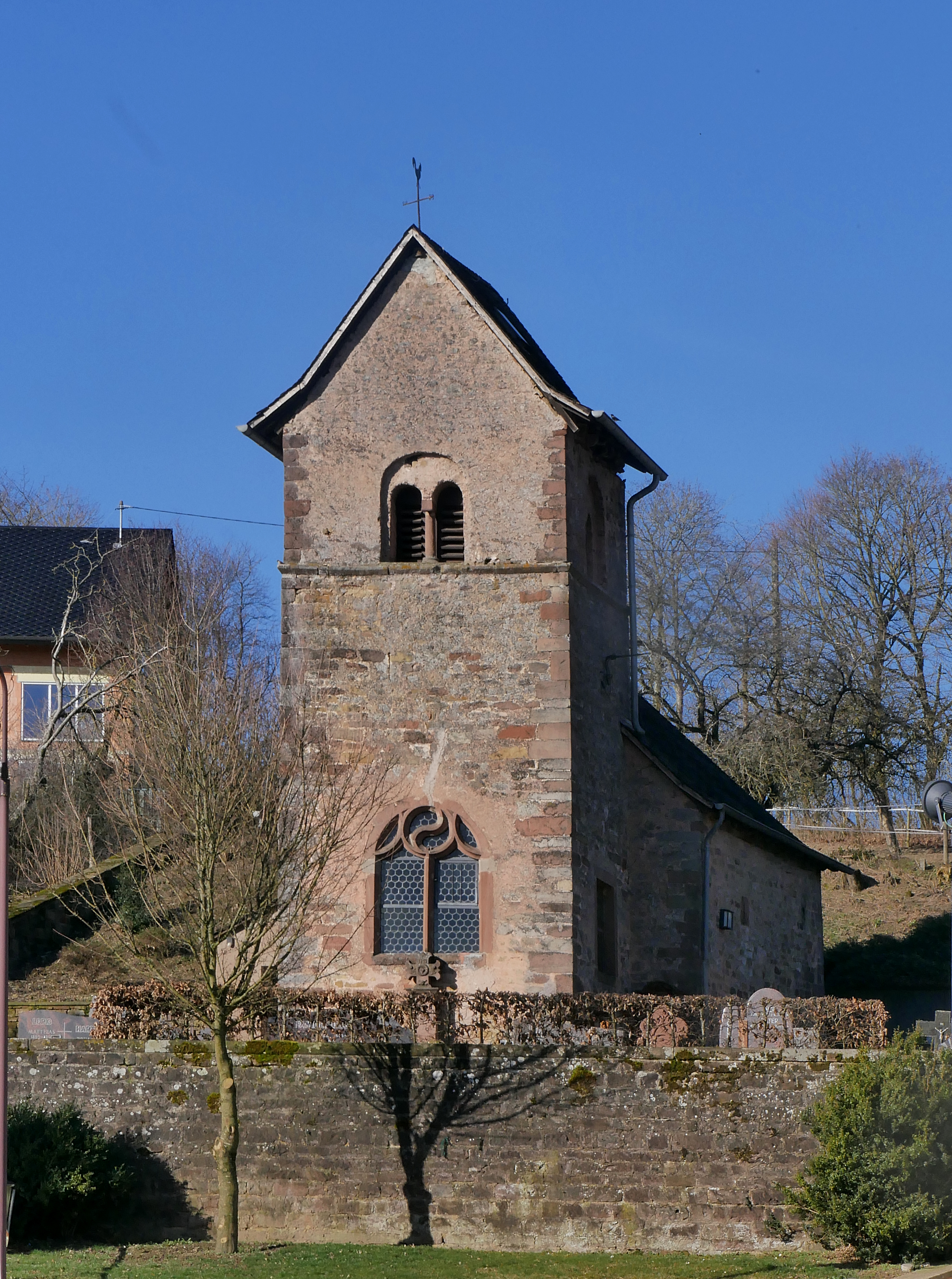
St. Abrunculus, Beßlich

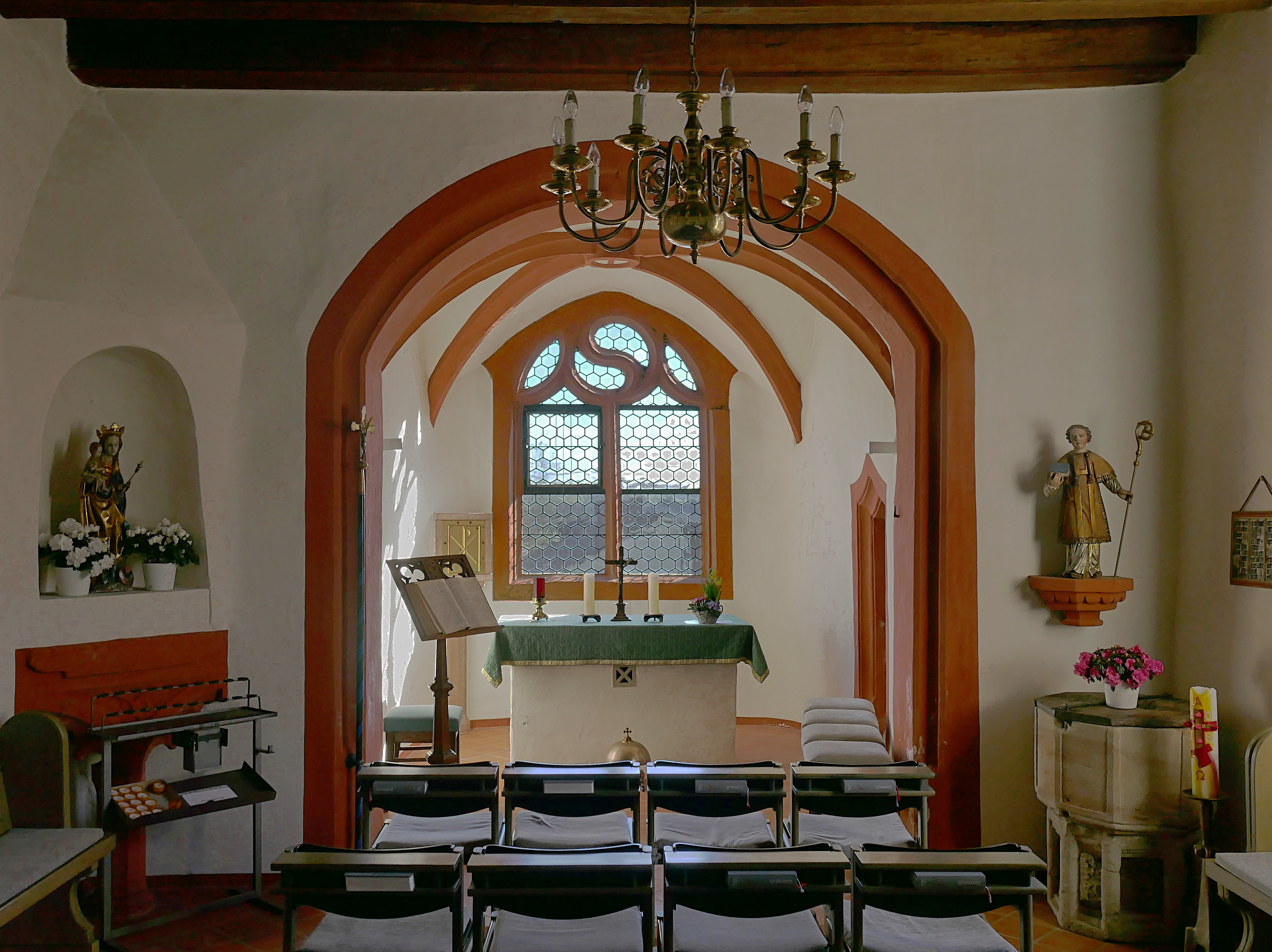
St. Abrunculus, Innen

Newel ist eine Ortsgemeinde im Landkreis Trier-Saarburg in Rheinland-Pfalz. Sie gehört der Verbandsgemeinde Trier-Land an.

## Geographie
Newel liegt nahe der Bundesstraße 51 sowie an der alten Römerstraße Trier–Neuss.
Ortsteile und zugehörige Wohnplätze sind:
- Beßlich (Ortsbezirk), 557 Einwohner
- Butzweiler (Ortsbezirk), 1.413 Einwohner
  - Hanserhof
  - Hof Dackenheid
  - Waldhof
  - Görgenhof
- Lorich (Ortsbezirk), 79 Einwohner
  - Bernhardshof
- Newel (Ortsbezirk), 766 Einwohner
  - Birkenhof
  - Echternacherhof
  - Hohensonne
  - Kreuzerberg
  - Mohnhof
  - Müsigen
  - Nörsterhof 1

Einwohnerzahlen Stand 31. Januar 2025

### Klima
Der Jahresniederschlag beträgt 837 mm.

## Geschichte
634 wurde Newel, sowie die Orte Welschbillig, Sülm und Röhl mit ihren Kirchen und Zugehörungen, von König Dagobert I. (622 bis 638) der Kirche des heiligen Paulinus (Paulinstift Trier) geschenkt. Zu dieser Zeit war Modoald Bischof von Trier.
981 wird diese Schenkung in einer Urkunde des Erzbischofs Egbert von Trier (977–993) erwähnt. Newel wird in der genannten Urkunde erstmals unter dem Namen Nuvela genannt.
Die heutige Gemeinde wurde am 16. März 1974 aus den aufgelösten Gemeinden Besslich, Butzweiler, Lorich und Newel neu gebildet.
Bevölkerungsentwicklung
Die Entwicklung der Einwohnerzahl von Newel bezogen auf das heutige Gemeindegebiet; die Werte von 1871 bis 1987 beruhen auf Volkszählungen:
| Jahr | Einwohner |
| ---- | --------- |
| 1815 | 548       |
| 1835 | 841       |
| 1871 | 949       |
| 1905 | 1.092     |
| 1939 | 1.038     |
| 1950 | 1.099     |

| Jahr | Einwohner |
| ---- | --------- |
| 1961 | 1.288     |
| 1970 | 1.437     |
| 1987 | 2.259     |
| 1997 | 2.625     |
| 2005 | 2.839     |
| 2023 | 2.765     |

## Politik

### Gemeinderat
Der Ortsgemeinderat in Newel besteht aus 20 Ratsmitgliedern, die bei der Kommunalwahl am 9. Juni 2024 in einer personalisierten Verhältniswahl gewählt wurden, und dem ehrenamtlichen Ortsbürgermeister als Vorsitzendem.
Die Sitzverteilung im Ortsgemeinderat:
| Wahl | SPD | CDU | FWL* | Gesamt   |
| ---- | --- | --- | ---- | -------- |
| 2024 | 6   | 8   | 6    | 20 Sitze |
| 2019 | 7   | 7   | 6    | 20 Sitze |
| 2014 | 8   | 8   | 4    | 20 Sitze |
| 2009 | 8   | 9   | 3    | 20 Sitze |
| 2004 | 7   | 9   | 4    | 20 Sitze |

* FWL = Freie Wählerliste Newel e. V.

### Bürgermeister
Dominik Matter (SPD) wurde am 29. August 2024 Ortsbürgermeister von Newel. Bei der Direktwahl am 9. Juni 2024 war er als einziger Bewerber mit einem Stimmenanteil von 78,6 % für fünf Jahre gewählt worden.
Matters Vorgänger Uwe Metzdorf (FWL) hatte das Amt im August 2019 übernommen und kandidierte bei der Wahl 2024 nicht erneut als Ortsbürgermeister. Die weiteren Vorgänger waren Willi Arnoldy (CDU, 2014–2019), Matthias Mohn (CDU, 2004–2014) und Bernard Kopp (SPD, 1984–2004).

### Ortsbezirk Newel
Der Ortsteil Newel ist gemäß Hauptsatzung einer von vier Ortsbezirken der Ortsgemeinde Newel. Der Ortsbezirk umfasst das Gebiet der früheren Gemeinde. Die Interessen des Ortsbezirks werden durch einen Ortsbeirat und durch einen Ortsvorsteher vertreten.
Der Ortsbeirat besteht aus fünf Mitgliedern, die bei der Kommunalwahl am 9. Juni 2024 in einer personalisierten Verhältniswahl gewählt wurden, und dem ehrenamtlichen Ortsvorsteher als Vorsitzendem. 
Die Sitzverteilung im Ortsbeirat:
| Wahl | SPD               | CDU               | FWL*              | Gesamt  |
| ---- | ----------------- | ----------------- | ----------------- | ------- |
| 2024 | 1                 | 3                 | 1                 | 5 Sitze |
| 2019 | per Mehrheitswahl | per Mehrheitswahl | per Mehrheitswahl | 5 Sitze |

* FWL = Freie Wählerliste Newel e. V.
Hans Scheuern (CDU) ist Ortsvorsteher von Newel. Bei der Direktwahl am 26. Mai 2019 wurde er mit einem Stimmenanteil von 80,33 % für weitere fünf Jahre in seinem Amt bestätigt. Da für die Direktwahl am 9. Juni 2024 kein Wahlvorschlag eingereicht wurde, obliegt die Neuwahl dem Ortsbeirat.

### Wappen
| Wappen von Newel | Blasonierung: „Im schräg gevierten Wappen ist oben in Gold ein rotbewehrter abgerissener schwarzer Adlerkopf und diesem gegenüber in Silber ein rotes durchgehendes Kreuz. Vorn in Rot sind gekreuzt ein schwarzer Hammer und Schlägel mit goldenen Stielen und hinten in Rot ist ein silbernes Pflugmesser.“ |
| Wappen von Newel | |

## Sehenswertes
- Romanische Chorturmkirche St. Abrunculus aus dem 12. Jahrhundert in Beßlich[21]
- Barocke Kirche St. Remigius in Butzweiler[22]
- Römische Langmauer
- Römische Villa mit Umgangstempel und Grabbezirk
- Putzlöcher; ursprünglich römisches Kupferbergwerk, später Steinbruch u. a. für den Kölner Dom
- Einhäuser in allen Ortsteilen, meist aus dem 19. Jahrhundert